# Flugunfall der Panair do Brasil bei Manaus
Der Flugunfall der Panair do Brasil bei Manaus ereignete sich am 14. Dezember 1962, als ein Passagierflugzeug der Panair do Brasil vom Typ Lockheed L-049 Constellation auf einem Linienflug von Belém nach Manaus im brasilianischen Bundesstaat Amazonas von seiner Flugroute abkam und im Amazonasgebiet, bei Paraná da Eva, verunglückte. Bei dem Unfall kamen alle 50 Personen an Bord der Maschine ums Leben.

## Flugzeug
Bei der Maschine handelte es sich um eine Lockheed L-049 Constellation mit der Werksnummer 2047, die Mitte 1945 im Lockheed-Werk in Burbank, Kalifornien, endmontiert wurde. Die Maschine wurde für die Pan American World Airways (Pan Am) gebaut und am 8. März 1946 mit dem Luftfahrzeugkennzeichen N88847 an diese ausgeliefert. Die Pan Am baute das als Lockheed L-149 Constellation produzierte Flugzeug nach der Auslieferung zur Lockheed L-049 Constellation um und gab der Maschine den Taufnamen Clipper Hotspur. Indem die Fluggesellschaft die Maschine das Flugzeug an ihr Tochterunternehmen Panair do Brasil weitergab, gelangte die Constellation nach Brasilien, wo der Betrieb am 30. Juli 1953 mit dem neuen Kennzeichen PP-PDE und dem neuen Taufnamen Estêvão Ribeiro Baião Parente aufgenommen wurde. Das viermotorige Langstreckenflugzeug war mit vier luftgekühlten 18-Zylinder-Doppelsternmotoren vom Typ Curtiss-Wright R-3350-BD1 ausgerüstet, die jeweils eine Leistung von 2500 PS (1838 kW) hatten.

## Passagiere und Besatzung
An Bord der Maschine befanden sich 43 Passagiere sowie eine siebenköpfige Besatzung.

## Unfallhergang
Nach dem Start vom Flughafen Rio de Janeiro-Santos Dumont am Morgen des 13. Dezember 1962 flog die Maschine im Rahmen von Zwischenstopps die Flughäfen mehrerer Städte in Brasilien an, bis sie um 23:31 Uhr Ortszeit den Flug von Belém nach Manaus und damit den letzten Flugabschnitt der Reise antrat. Der Flug dieses Abschnittes sollte drei Stunden dauern, die Maschine folgte der Luftstraße Amber 1. Die Piloten meldeten um 01:04 Uhr Ortszeit am 14. Dezember 1962 der Flugsicherung am Zielflughafen, dass sie noch sechs Minuten entfernt seien. Die Piloten baten um das Einschalten der Lichter der Landebahnbefeuerung. Um 01:19 Uhr Ortszeit meldete sich die Besatzung nochmals bei der Flugsicherung und fragte den diensthabenden Fluglotsen, ob das Triebwerkgeräusch der Maschine am Flughafen zu hören sei. Der Lotse verneinte und fragte, weshalb die Besatzung diese Frage stelle. Ein weiterer Funkverkehr zwischen Maschine und Flugsicherung fand danach nicht mehr statt. Das Wrack der Maschine wurde am 15. Dezember 1962 in 45 Kilometern Entfernung von Manaus, bei der Gemeinde Rio Preto da Eva gefunden.

## Bergung
Da die Unfallstelle schwer zu erreichen war und ein Teil des Rumpfes in einem intakten Zustand war, wurde zunächst die Möglichkeit in Betracht gezogen, dass Überlebende gefunden werden könnten. Ein Team aus Ärzten, Technikern, Mitarbeitern von Panair do Brasil, Petrobras und Soldaten wurde in den Dschungel entsandt und konnte die Wrackstelle erst am 20. Dezember erreichen. Unter den 44 Passagieren und 6 Besatzungsmitgliedern der Constellation PP-PDE wurden keine Überlebenden vorgefunden.

## Ursache
Das Flugzeug war im Horizontalflug und in Reiseflugkonfiguration in Bäume geflogen. Als Unfallart konnte ein Controlled flight into terrain festgestellt werden, wobei dessen exakte Ursache sich nicht ermitteln ließ, obwohl mehrere Hypothesen aufgestellt wurden.
Dies war der letzte tödliche Unfall mit einer Maschine der Panair do Brasil. Einige Jahre später wurde das Unternehmen vom Militärregime aufgelöst und die Strecken an die Varig vergeben, während die verbliebenen Maschinen an andere Fluggesellschaften umverteilt oder verschrottet wurden.